# Conrad Ier d'Oldenbourg
Pour les articles homonymes, voir Conrad Ier.
Conrad Ier (fl. 1313-1347) est un prince de la maison d'Oldenbourg mort le 6 octobre 1356. Il règne sur le comté d'Oldenbourg de 1324 à 1347.

## Biographie
Conrad Ier est le troisième fils du comte Jean II, et le premier issu de son second mariage avec Hedwige de Diepholz. Il règne aux côtés de son demi-frère aîné Jean III jusqu'en 1342, puis seul, et enfin aux côtés de son neveu Jean IV à partir de 1345.

## Mariages et descendance
Conrad Ier épouse Ingeburge, fille du comte Gérard IV de Holstein-Plön. Ils ont trois fils :
- Conrad II (mort en 1401/1402), comte d'Oldenbourg ;
- Gérard (tué en 1368) ;
- Christian V (mort en 1399/1403), comte d'Oldenbourg.